# Stefan Tabaczyński
Stefan Tabaczyński (ur. 10 maja 1915 w Racięcinie, zm. 28 maja 1943 w Lahn) – polski wojskowy, porucznik obserwator Polskich Sił Powietrznych w Wielkiej Brytanii, kapitan (Flight Lieutenant) Royal Air Force.

## Życiorys
Urodził się w 1915 roku w Racięcinie, jako najmłodsze z trojga dzieci Antoniego Tabaczyńskiego i Ireny Urszuli Rościszewskiej. W młodości ukończył osiem klas gimnazjum i zdał maturę, nie wiadomo jednak do jakiej szkoły uczęszczał. Od 20 września 1935 roku do 1 stycznia 1936 roku pełnił służbę wojskową w Szkole Podchorążych Rezerwy Kawalerii w Grudziądzu, a następnie do 10 października 1937 roku w Szkole Podchorążych Lotnictwa. Po ukończeniu Szkoły Podchorążych Lotnictwa został skierowany do 41 Eskadry 4 Pułku Lotniczego, gdzie uzyskał przydział mobilizacyjny, a następnie został zwolniony do cywila.
W 1939 roku został zmobilizowany. 5 września 1939 roku brał udział w odebraniu z lotniska Okęcie wyprodukowanych dla Bułgarii samolotów PZL.43, które następnie miały być używane przez eskadrę. Podczas akcji trzy z pięciu maszyn zostały zniszczone przez nalot Luftwaffe, Tabaczyński pilotował jedną z dwóch ocalałych maszyn. 6 września 1939 roku wraz z Leonem Ośmiałowskim i Władysław Radwańskim przeprowadził rozpoznanie na drogach w okolicy Przasnysza, podczas podchodzenia do lądowania załoga wyłamała podwozie samolotu. 17 lub 18 września 1939 roku wraz z eskadrą przekroczył granicę polsko-rumuńską, 24 września dotarł do Tulczy, a dwa dni później do Bukaresztu. Następnie ponownie do Tulczy, a 30 września znów do Bukaresztu. 7 października 1939 roku przekroczył granicę z Jugosławią, po czterech dniach dotarł do Grecji, skąd 17 października na pokładzie statku SS Pułaski udał się do Francji.
23 lub 24 października przybył do Lyonu. Od 5 marca 1940 roku wraz z 15 innymi podchorążymi i podoficerami szkolił się w Clermont-Ferrand na radionawigatora i strzelca pokładowego. Od kwietnia 1940 roku przebywał na szkoleniu w Rochefort. Po klęsce Francji ewakuował się z Saint-Jean-de-Luz na pokładzie statku SS Arandora Star. 27 czerwca 1940 roku dotarł do Liverpoolu.
W październiku 1940 roku przeszedł szkolenie w bazie RAF w Benson (latał na bombowcach Fairey Battle), a następnie także w Szkole Pilotażu w Hucknall. W listopadzie 1940 roku przeszedł szkolenie strzelca pokładowego w Penrhos, a w grudniu tego samego roku w Ośrodku Szkolenia Załóg Bombowych w Bramcote. W lutym 1941 roku przerwał szkolenie w Bramcote i został skierowany na kurs nawigacji dla obserwatorów w Staverton.
16 sierpnia 1941 roku został przydzielony do 300 Dywizjonu Bombowego. Pierwszy lot bojowy odbył w nocy z 31 sierpnia na 1 września 1941 roku, atakując port w Boulogne. 1 września 1941 roku został awansowany do stopnia porucznika (Flying Officer). 17 sierpnia 1942 roku został ponownie przydzielony do szkolenia w Hucknall, a w styczniu 1943 roku do Cranfield, gdzie przeszedł szkolenie na samolotach De Havilland Mosquito. W marcu 1943 roku został przydzielony do 307 Dywizjonu Myśliwskiego Nocnego i awansowany do stopnia kapitana (Flight Lieutenant) Royal Air Force.
Zginął, zestrzelony w nocy z 27 na 28 maja 1943 roku nad Lahn, podczas patrolowania okolic lotniska Vechta. Jego samolot został zestrzelony przez asa myśliwskiego Luftwaffe Heinza Strüninga, wraz z Tabaczyńskim zginął porucznik Jan Fusiński. Po wojnie zostali ekshumowani i pochowani na cmentarzu wojennym w Rheinbergu.

## Życie prywatne
W latach 30. XX wieku zawarł związek małżeński z Haliną Siedlanowską.

## Odznaczenia
Został odznaczony następującymi odznaczeniami:
- Krzyż Srebrny Orderu Virtuti Militari nr 9435 (1942)
- Krzyż Walecznych (trzykrotnie: 9 stycznia 1942, 10 lutego 1942 i pośmiertnie)
- Polowa Odznaka Obserwatora (1941)